# Clase Sendai
La clase Sendai (川内型軽巡洋艦 Sendai-gata keijunyōkan?) fue una clase de cruceros ligeros de la Armada Imperial Japonesa, muy similar a su clase precedente, la clase Nagara, de la que se diferenciaba por tener una cuarta chimenea debido a una mejor ubicación de las calderas, y un castillo de proa más largo. Todas las unidades estaban bautizadas con nombres de ríos. En algunas referencias la clase es denominada clase Naka.
Fueron proyectadas ocho unidades originalmente, pero solo se botaron tres debido a las limitaciones del Tratado Naval de Washington. La cuarta unidad, el Kako, cuya construcción ya había sido iniciada, fue desguazado, pero su nombre y presupuesto fue empleado para segunda unidad de cruceros pesados de la clase Furutaka, explicando así la contradicción en las convenciones de asignación de nombres en la Armada Imperial Japonesa de que la primera unidad se llame como una montaña y la segunda como un río.
La quinta unidad, el Ayase, ni siquiera se había iniciado en el momento de la limitación, pero dado que su presupuesto ya estaba autorizado, se transfirió este a la construcción de un crucero experimental, el Yūbari.

## Historial
Al igual que sus predecesores, ninguna de las unidades de esta clase sobrevivió al conflicto.
- El Sendai fue hundido en la Batalla de la Bahía de la Emperatriz Augusta, el 2 de noviembre de 1943 por fuego dirigido por radar desde cruceros estadounidenses, junto al destructor Hatsuzake.
- El Naka fue hundido ataque aéreo de aviones procedentes de los portaaviones USS Bunker Hill (CV-17) y USS Cowpens (CVL-25), el 18 de febrero de 1944 durante la Operación Hailstone, en al atolón de Truk.
- El Jintsu fue hundido el 13 de julio de 1943 durante la Batalla de Kolombangara por fuego dirigido por radar desde cruceros estadounidenses, durante una arriesgada maniobra en la que empleó sus luces de búsqueda para iluminar la flota enemiga.